# E-Prix di Putrajaya
L'E-Prix di Putrajaya è stato un evento automobilistico con cadenza annuale destinato alle vetture a trazione interamente elettrica del campionato di Formula E tenuto a Putrajaya, in Malaysia. La prima edizione, dopo che in un primo momento era stata ufficializzata la data del 18 ottobre 2014, si è corsa il 22 novembre 2014, ed è stato il secondo E-Prix nella storia della categoria. Si sono disputate un totale di due edizioni, prima dell'uscita dal calendario nella terza stagione della categoria.

## Circuito
L'evento si disputa sul Circuito cittadino di Putrajaya, che si trova in prossimità della città di Putrajaya, e 25 km a sud della capitale malese Kuala Lumpur. Lungo circa 2,6 km, conta 12 curve e si trova in una zona non lontana dalla sede del Primo Ministro.

## Albo d'oro
| Edizione | Tracciato                       | Vincitore                      | Secondo                        | Terzo                          | Pole position                  | Giro veloce                        |
| -------- | ------------------------------- | ------------------------------ | ------------------------------ | ------------------------------ | ------------------------------ | ---------------------------------- |
| 2014     | Circuito cittadino di Putrajaya | Sam Bird DS Virgin Racing      | Lucas Di Grassi Audi Sport ABT | Sébastien Buemi Renault-e.dams | Nicolas Prost Renault-e.dams   | Jaime Alguersuari DS Virgin Racing |
| 2015     | Circuito cittadino di Putrajaya | Lucas Di Grassi Audi Sport ABT | Sam Bird DS Virgin Racing      | Robin Frijns Team Andretti     | Sébastien Buemi Renault-e.dams | Sébastien Buemi Renault-e.dams     |